# Vjenceslav Somić
Vjenceslav Somić (* 24. April 1977 in Sisak, SFR Jugoslawien) ist ein kroatischer Handballspieler. Seine Körperlänge beträgt 1,96 m, sein Körpergewicht liegt bei ca. 96 Kilogramm.
Vjenceslav Somić spielte zuletzt für den deutschen Handballklub VfL Gummersbach (Rückennummer 1) und für die kroatische Männer-Handballnationalmannschaft auf der Position des Handballtorwarts.
Die sportliche Handballkarriere begann für Vjenceslav Somić beim kroatischen Handballverein RK Medveščak Zagreb in der Saison 2002/2003. Dort spielte Somić bis in die Saison 2003/2004. Er wechselte in der Handballsaison 2004/2005 für ein Jahr zum kroatischen Handballverein RK Perutnina Pipo IPC Čakovec. Darauffolgend wurde Vjenceslav Somić Handballtorwart bei RK Osijek.
Mit dem kroatischen Handballverein RK Zagreb gewann er in der Saison 2006/2007 Meisterschaft und Pokal. Mit RK Zagreb spielte Vjenceslav Somić 2007 in der EHF Champions League und wurde drei weitere Male kroatischer Meister. Bei der Handball-Europameisterschaft 2008 in Norwegen wurde Vjenceslav Somić Vize-Europameister.
Im Sommer 2010 wechselte Somić zum deutschen Bundesligisten VfL Gummersbach, mit dem er 2011 den Europapokal der Pokalsieger gewann. Nach der Saison 2011/12 verließ er den VfL.